# Donato Giuliani
Pour les articles homonymes, voir Giuliani.
Donato Giuliani, né le 4 octobre 1946 à Spoltore dans la région des Abruzzes et mort à Pineto le 26 avril 2025, est un coureur cycliste italien.

## Biographie
Donato Giuliani est professionnel de 1970 à 1977.

## Palmarès

### Palmarès amateur
- 1966
  - Coppa San Sabino
  - 3e du Gran Premio San Basso
- 1967
  - Coppa San Sabino
- 1968
  - Coppa Cicogna
  - 2e de Florence-Viareggio
  - 3e de la Coppa Bologna
- 1969
  - Circuito San Vittore

### Palmarès professionnel
- 1970
  - 3e du Tour d'Ombrie
- 1971
  - 3e de la Coppa Sabatini
  - 3e du Tour de Vénétie
- 1972
  - 1re étape du Tour de Suisse
  - 2e du Tour de Vénétie
- 1973
  - 2e étape du Tour de Romandie
  - Prologue du Tour de Suisse (contre-la-montre par équipes)
  - 2e du Tour de Suisse
- 1974
  - 2e de la Coppa Sabatini
- 1975
  - 2e du Grand Prix de Camaiore

## Résultats sur les grands tours

### Tour de France
2 participations
- 1975 : non-partant (15e étape)
- 1976 : 32e

### Tour d'Italie
7 participations
- 1971 : 14e
- 1972 : 18e
- 1973 : 36e
- 1974 : 29e
- 1975 : 27e
- 1976 : 35e
- 1977 : 82e